# Haemodracon trachyrhinus
Haemodracon trachyrhinus är en ödleart som beskrevs av  George Albert Boulenger 1899. Haemodracon trachyrhinus ingår i släktet Haemodracon och familjen geckoödlor. IUCN kategoriserar arten globalt som livskraftig. Inga underarter finns listade i Catalogue of Life.